# Ruby Namdar
Reuven (Ruby) Namdar, född 31 maj 1964 i Jerusalem i Israel, är en israelisk-amerikansk författare och översättare.
Ruby Namdar växte upp i Jerusalem i en familj som kom från Iran. Hans mor tillhörde den judiska gruppen i Mashhad där. 
Han studerade från 1990 på Hebreiska universitetet i Jerusalem, varifrån han har en magisterexamen i antropologi.
Han skriver på hebreiska och översätter klassisk persisk poesi. 
Han debuterade som författare med en novellsamling 1998. Hans andra bok, romanen The Ruined House, fick 2015 det israeliska litteraturpriset Sapir Prize.
Han bor sedan år 2000 i New York i USA, där han undervisar i hebreiska och judisk litteratur. 
Han är gift och har två döttrar.